# Milan Luhový
Milan Luhový (Rózsahegy, 1963. január 1. –) csehszlovák válogatott szlovák labdarúgó, csatár. Sorozatban háromszor volt a csehszlovák bajnokság gólkirálya (1988–1990).

## Pályafutása

### Klubcsapatban
1979 és 1981 között a Gumárne Púchov, 1981 és 1984 között a Slovan Bratislava, 1984 és 1990 között a Dukla Praha labdarúgója volt. 1990 és 1992 között a spanyol Sporting de Gijón, 1992–93-ban a francia AS Saint-Étienne, 1993 és 1995 között a PAÓK, 1995-ben a belga a Sint-Truidense VV csapatában játszott.

### A válogatottban
1982 és 1991 között 31 alkalommal szerepelt a csehszlovák válogatottban és hét gólt szerzett. Tagja volt az 1990-es olaszországi világbajnokságon részt vevő csapatnak.

## Sikerei, díjai
Slovan Bratislava
- Csehszlovák kupa
  - győztes: 1982

 Dukla Praha
- Csehszlovák bajnokság
  - gólkirály (3): 1987–88 (24 gól), 1988–89 (25 gól), 1989–90 (20 gól)
- Csehszlovák kupa
  - győztes (2): 1985, 1990